# Mrgani
 Mrgani  (olaszul: Morgani) falu Horvátországban, Isztria megyében. Közigazgatásilag Kanfanarhoz tartozik.

## Fekvése
Az Isztria középső részén, Rovinjtól 13 km-re északkeletre, községközpontjától 6 km-re nyugatra, a Limska draga (Lim-völgy) északi oldalán, az A9-es autóút mellett fekszik.

## Története
A közeli Gradina nad Limom és a Marozula nevű magaslaton talált leletek alapján ez a vidék már a történelem előtti időben lakott volt. A falutól délre az Okreti–Medaki út építése során számos ókori lelet (téglák, megmunkált kövek, vakolat maradványok, amfora töredékek és cserepek) került elő, melyek az itteni élet folyamatosságát bizonyítják. A középkori leletek közül kiemelkedik az a faragott kőtábla, mely két madarat és az 1245-ös évszámot ábrázolja. A település létrejötte azzal a népesség vándorlással van kapcsolatban, amikor a 16. század végén és a 17. század elején a török elől Dalmáciából nagy számú horvát menekült érkezett az Isztriára. Első írásos említése a 17. század elején történt „Morgan” alakban. Dvigrad várának uradalmához tartozott. A településnek 1857-ben 562, 1910-ben 241 lakosa volt. Az első világháború után a rapallói szerződés értelmében Isztria az Olasz Királysághoz került. A második világháború után Jugoszlávia része lett. Jugoszlávia felbomlása után 1991-ben a független Horvátország része lett. 2011-ben a falunak 35 lakosa volt. Lakói mezőgazdasággal (szőlő, olajbogyó és gabonatermesztéssel) foglalkoznak.

## Lakosság
| Lakosság változása | Lakosság változása | Lakosság változása | Lakosság változása | Lakosság változása | Lakosság változása | Lakosság változása | Lakosság változása | Lakosság változása | Lakosság változása | Lakosság változása | Lakosság változása | Lakosság változása | Lakosság változása | Lakosság változása | Lakosság változása |
| ------------------ | ------------------ | ------------------ | ------------------ | ------------------ | ------------------ | ------------------ | ------------------ | ------------------ | ------------------ | ------------------ | ------------------ | ------------------ | ------------------ | ------------------ | ------------------ |
| 1857               | 1869               | 1880               | 1890               | 1900               | 1910               | 1921               | 1931               | 1948               | 1953               | 1961               | 1971               | 1981               | 1991               | 2001               | 2011               |
| 562                | 572                | 156                | 153                | 192                | 241                | 0                  | 472                | 207                | 198                | 142                | 85                 | 82                 | 49                 | 45                 | 35                 |